# Əzizə Mustafazadə
Əzizə Mustafazadə (Baku, 19 dicembre 1969) è una cantante, pianista e compositrice azera.
Il suo stile è una fusione tra jazz e mugam, con influenze classiche e dell'avanguardia.

## Biografia
Aziza Mustafa Zadeh nasce a Baku, figlia del pianista e compositore Vagif e della cantante classica Eliza
Le prime avvisaglie di una particolare predisposizione alla musica si manifestano quando ha solo otto mesi. All'età di tre anni, debutta sul palco con il padre e comincia a studiare piano, sviluppando un interesse particolare per Johann Sebastian Bach e Fryderyk Chopin. Successivamente, mostra un talento crescente per l'improvvisazione.
Il 16 dicembre 1979 il padre muore per infarto all'età di 39 anni, a solamente tre giorni dal decimo compleanno di Aziza. Per aiutare la figlia a superare questo duro colpo, la madre decide di abbandonare la carriera di cantante per sostenere ed aiutare quella della figlia.
Nel 1988, all'età di 18 anni, l'influenza dello stile mugam permette ad Aziza di vincere il terzo posto assieme all'americano Matt Cooper nella competizione Thelonious Monk a Washington. Nello stesso periodo si trasferisce in Germania con la madre.
Nel 1991, Aziza pubblica il suo primo album, Aziza Mustafa Zadeh. Il suo secondo album, Always, le fa vincere il Phono Academy Prize, prestigioso premio tedesco, e l'Echo Prize. Inizia ad esibirsi in molti paesi insieme a luminari del jazz tradizionale e pubblica diversi album, il più recente dei quali è Contrasts II del 2007.
Nel giugno 2007, torna in Azerbaijan per il Baku Jazz Festival, dove tiene un concerto al Teatro dell'Opera e del Balletto.

## Discografia
- Aziza Mustafa Zadeh (1991)
- Always (1993)
- Dance of Fire (1995)
- Seventh Truth (1996)
- Jazziza (1997)
- Inspiration - Colors & Reflections (2000)
- Shamans (2002)
- Contrasts (2006)
- Contrasts II (2007)